# Čarodějnice (film)
Čarodějnice (v anglickém originále The Witch: A New England Folktale) je americko-kanadský hororový film z roku 2015. Režie se ujal Robert Eggers, byl to jeho debut. Hlavními hvězdami filmu jsou Anya Taylor-Joy, Ralph Ineson, Kate Dickie, Harvey Scrimshaw, Ellie Grainger a Lucas Dawson.
Film měl premiéru na Filmovém festivalu Sundance 22. února 2015 a do kin byl oficiálně uveden 19. února 2015. Film získal pozitivní kritiku a vydělal 40 milionů dolarů.

## Obsazení
| Anya Taylor-Joy                 | Thomasin         |
| Ralph Ineson                    | William          |
| Kate Dickie                     | Katherine        |
| Harvey Scrimshaw                | Caleb            |
| Ellie Grainger                  | Mercy            |
| Lucas Dawson                    | Jonas            |
| Julian Richings                 | guvernér         |
| Bathsheba Garnett               | Čarodějnice      |
| Sarah Stephens                  | malá čarodějnice |
| Wahab Chaudhry                  | černý Phillip    |
| Axtun Henry a Athan Conrad Dube | Samuel           |

## Přijetí
Film vydělal přes 25 milionů dolarů v Severní Americe a přes 15 milionů dolarů v ostatních oblastech, celkově tak vydělal 40,4 milionů dolarů po celém světě. Rozpočet filmu činil 3 miliony dolarů. Za první víkend docílil čtvrté nejvyšší návštěvnosti, kdy vydělal 8,8 milionů dolarů. Na prvním místě se umístil Deadpool (56,5 milionů dolarů), Kung Fu Panda 3 (12,5 milionů dolarů) a na třetím místě Ve jménu Krista (11,8 milionů dolarů).

## Nominace a ocenění
| Název                                         | Datum ceremoniálu  | Kategorie                                  | Nominovaný               | Výsledek  |
| --------------------------------------------- | ------------------ | ------------------------------------------ | ------------------------ | --------- |
| Austin Film Critics Association               | 28. prosince 2016  | Nejlepší první film                        | The Witch                | vítězství |
| Austin Film Critics Association               | 28. prosince 2016  | Objev roku                                 | Anya Taylor-Joy          | nominace  |
| Boston Society of Film Critics                | 11. prosince 2016  | Nejlepší nový filmař                       | Robert Eggers            | vítězství |
| Bram Stoker Awards                            | 29. dubna 2017     | Nejlepší scénář                            | Robert Eggers            | vítězství |
| Cena Saturn                                   | 28. června 2017    | Nejlepší horor                             | The Witch                | nominace  |
| Cena Saturn                                   | 28. června 2017    | Nejlepší výkon mladého herce/mladé herečky | Anya Taylor-Joy          | nominace  |
| Chicago Film Critics Association              | 15. prosince 2016  | Nejlepší výprava                           | The Witch                | nominace  |
| Chicago Film Critics Association              | 15. prosince 2016  | Nejslibnější filmař                        | Robert Eggers            | vítězství |
| Critics Choice Awards                         | 11. prosince 2016  | Nejlepší sci-fi/horor                      | The Witch                | nominace  |
| Empire Awards                                 | 19. března 2017    | Nejlepší horor                             | The Witch                | vítězství |
| Empire Awards                                 | 19. března 2017    | Nejlepší ženský nováček                    | Anya Taylor-Joy          | vítězství |
| Fangoria Chainsaw Awards                      | 2. října 2017      | Nejlepší film                              | The Witch                | vítězství |
| Fangoria Chainsaw Awards                      | 2. října 2017      | Nejlepší herečka v hlavní roli             | Anya Taylor-Joy          | vítězství |
| Fangoria Chainsaw Awards                      | 2. října 2017      | Nejlepší herec ve vedlejší roli            | Ralph Ineson             | nominace  |
| Fangoria Chainsaw Awards                      | 2. října 2017      | Nejlepší skladatel                         | Mark Korven              | nominace  |
| Golden Tomato Awards                          | 12. ledna 2017     | Nejlepší horor                             | The Witch                | vítězství |
| Golden Trailer Awards                         | 4. května 2016     | Nejlepší horor                             | "Family"                 | vítězství |
| Golden Trailer Awards                         | 4. května 2016     | Nejlepší televizní hororový spot           | "Life"                   | nominace  |
| Golden Trailer Awards                         | 4. května 2016     | Nejlepší střih zvuku v televizním spotu    | "Paranoia"               | vítězství |
| Gotham Awards                                 | 28. listopadu 2016 | Objev roku                                 | Anya Taylor-Joy          | vítězství |
| Gotham Awards                                 | 28. listopadu 2016 | Objev roku -režie                          | Robert Eggers            | nominace  |
| Independent Spirit Awards                     | 25. února 2017     | Nejlepší první scénář                      | Robert Eggers            | vítězství |
| Independent Spirit Awards                     | 25. února 2017     | Nejlepší první film                        | The Witch                | vítězství |
| London Film Critics' Circle                   | 22. ledna 2017     | Nejlepší výkon mladého herce/mladé herečky | Anya Taylor-Joy          | nominace  |
| London Film Festival                          | 18. října 2015     | Sutherland Award                           | Robert Eggers            | vítězství |
| New York Film Critics Online                  | 11. prosince 2016  | Nejlepší debutující režisér                | Robert Eggers            | vítězství |
| Online Film Critics Society                   | 3. ledna 2017      | Nejlepší film                              | The Witch                | nominace  |
| San Diego Film Critics Society                | 12. prosince 2016  | Objev roku                                 | Anya Taylor-Joy          | nominace  |
| San Francisco Film Critics Circle             | 11. prosince 2016  | Nejlepší výprava                           | Craig Lathrop            | nominace  |
| Seattle Film Critics Society                  | 5. ledna 2017      | Nejlepší film                              | The Witch                | nominace  |
| Seattle Film Critics Society                  | 5. ledna 2017      | Nejlepší režie                             | Robert Eggers            | nominace  |
| Seattle Film Critics Society                  | 5. ledna 2017      | Nejlepší kamera                            | Jarin Blaschke           | nominace  |
| Seattle Film Critics Society                  | 5. ledna 2017      | Nejlepší kostýmy                           | Linda Muir               | nominace  |
| Seattle Film Critics Society                  | 5. ledna 2017      | Nejlepší výkon mladého herce/mladé herečky | Anya Taylor-Joy          | vítězství |
| Seattle Film Critics Society                  | 5. ledna 2017      | Nejlepší výkon mladého herce/mladé herečky | Harvey Scrimshaw         | nominace  |
| Seattle Film Critics Society                  | 5. ledna 2017      | Nejlepší zloduch                           | Charlie a Wahab Chaudary | nominace  |
| St. Louis Gateway Film Critics Association    | 18. prosince 2016  | Nejlepší hororový/sci-fi film              | The Witch                | vítězství |
| Sundance Film Festival                        | 1. únor 2015       | Nejlepší režie                             | Robert Eggers            | vítězství |
| Sundance Film Festival                        | 1. únor 2015       | Cena poroty                                | Robert Eggers            | nominace  |
| Toronto Film Critics Association              | 11. prosince 2016  | Nejlepší první film                        | The Witch                | vítězství |
| Washington D.C. Area Film Critics Association | 5. prosince 2016   | Nejlepší výkon mladého herce/mladé herečky | Anya Taylor-Joy          | nominace  |
| Washington D.C. Area Film Critics Association | 5. prosince 2016   | Nejlepší výprava                           | Craig Lathrop            | nominace  |